# Puerto Williams

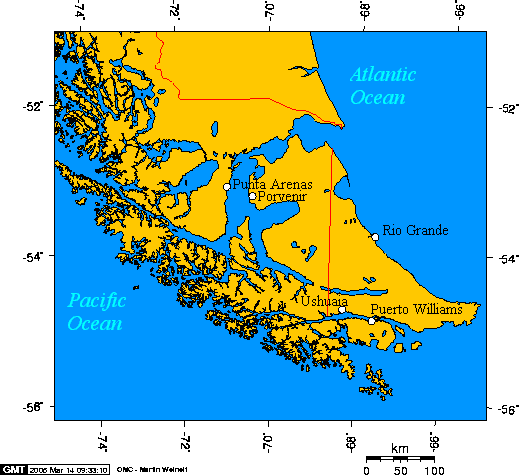
Posizione di Puerto Williams nell'isola di Navarino, a sud della Terra del Fuoco

Puerto Williams è una piccola cittadina portuale del Cile meridionale, situata sull'Isola Navarino e si affaccia sul Canale di Beagle. Nel 2002 aveva una popolazione di 2.874 abitanti.
Puerto Williams viene definita da alcune fonti come la città più meridionale del mondo.

## Geografia fisica
Puerto Williams è la capitale della Provincia dell'Antártica Chilena, una delle quattro province della Regione di Magellano e dell'Antartide Cilena. Il villaggio di Puerto Toro, molto più piccolo, condivide l'isola di Navarino con Puerto Williams, e si trova nella parte sud-est dell'isola. Puerto Williams è l'insediamento con il titolo di città più meridionale del mondo.
L'accesso avviene da Punta Arenas, 350 km più a nord, per via aerea o tramite battello, oppure sempre via mare da Ushuaia.

### Clima
Il clima di Puerto Williams è un clima oceanico subpolare temperato (Cfc) secondo la classificazione climatica di Köppen.

## Storia
Si ritiene che il popolo Yahgan, originario del Cile meridionale, sia emigrato in questa zona più di 10.000 anni fa e vi abbia instaurato la sua tradizionale cultura di cacciatori-raccoglitori. Gli europei si imbatterono per la prima volta in loro e nell'area all'inizio del XVI secolo. Fu solo nel XIX secolo che gli europei iniziarono ad interessarsi all'area per lo sviluppo; le sue città avevano talvolta fornito navi per la caccia alle balene.
Alla fine del XIX secolo, fu scoperto l'oro nella regione, attirando masse di migranti in cerca di fortuna. Nel 1890 c'erano circa 300 minatori d'oro nelle isole Picton, Lennox e Nueva ed a Puerto Toro, fondata nel 1892. Puerto Navarino, sul lato ovest dell'isola di Navarino, fu fondata nel giugno del 1938. Inoltre, alcune isole furono usate per supportare l'allevamento di pecore e le esportazioni di carne e lana divennero importanti.
Puerto Williams viene fondata nel 1953, sviluppata principalmente come base navale per il Cile. La cittadina deve il proprio nome all'Ammiraglio Juan Williams Rebolledo, il quale fondò Fuerte Bulnes sulla Penisola di Brunswick nel XIX secolo. Il suo ospedale navale è stato aperto nel 1960. Nel 2002 l'alimentazione elettrica è stata trasferita dalla Marina cilena a un fornitore privato.
Secondo il trattato di pace e amicizia del 1984 tra Cile e Argentina, Puerto Williams è il punto di partenza per le navi di tutte le nazioni nel traffico tra lo stretto di Magellano e i porti argentini nel Canale di Beagle.

## Economia

### Base navale
Le seguenti motovedette e navi da pattugliamento della marina cilena sono di stanza a Puerto Williams:
- PSG Sibbald
- PSG Isaza
- LSG Hallef
- LSG Alacalufe
- PM Puerto Williams

### Turismo
Il turismo a Puerto Williams e sull'isola di Navarino è in fase di sviluppo. La cittadina dispone di un aeroporto e di servizi alberghieri. Ci sono diversi sentieri per escursioni di più giorni nelle montagne a sud di Puerto Williams. Lungo la costa ad est di Puerto Williams sono visibili resti di antichi accampamenti utilizzati dalle popolazioni native.
A Puerto Williams si trovano la scuola dell'infanzia, la scuola secondaria, la chiesa del Movimento dei Santi degli ultimi giorni, l'ufficio turistico e il ristorante più meridionali al mondo, nonché uno degli aeroporti più meridionali al mondo.
A Puerto Williams si trova il museo Martin Gusinde, il quale mostra la vita degli Yamana e dei Selknam, popolazioni che anticamente abitavano la Terra del Fuoco. Inoltre è possibile raggiungere con un battello da Puerto Willians il Cabo de Hornos National Park (Parco Nazionale di Capo Horn).

## Nei media
- Nel film documentario Nomad - In cammino con Bruce Chatwin (Nomad: In the Footsteps of Bruce Chatwin) (2019) di Werner Herzog, Puerto Williams è visitata dal regista.